# أرصو
كان أرصو إلهًا يُعبد في تدمر بسوريا .
إله معروف في الأراضي السورية وشمال الجزيرة العربية، ويتم تمثيله إما كذكر أو أنثى (في أغلب الأحيان). كان أرصو مرتبطًا بنجمة المساء.
كثيرًا ما يتم تصويره على أنه يركب جملًا ويرافقه شقيقه التوأم عزيز؛ كلاهما كانا يعتبران حماة القوافل. تم تأكيد عبادته أيضًا من خلال الأدلة المادية الموجودة في معبد أدونيس، دورا يوروبوس. في مجمع المعبد كان هناك نقش يصور أرًو على جمل. يقول النقش الموجود أسفل الشكل: "لقد صنع النحات أوجا (هذا لـ) أرصو راكب الجمل، من أجل حياة ابنه".  ومن المحتمل أنه كان مرتبطًا بكوكب عطارد في وقت مبكر. 
في أماكن أخرى في شبه الجزيرة العربية قبل الإسلام ، كان مساوياً لرضى.